# My Soul to Take
My Soul to Take is een Amerikaanse horrorfilm uit 2010 onder regie van Wes Craven. 

## Verhaal
Abel Plenkov lijdt aan een dissociatieve identiteitsstoornis en een van zijn persoonlijkheden is "The Riverton Ripper". In die hoedanigheid vermoordt hij zijn zwangere vrouw, waarna hij later op de dag zelf sterft. Voor hij bezwijkt, zweert hij terug te komen om de kinderen te vermoorden die die dag in Riverton geboren werden. Zestien jaar later zijn die borelingen uitgegroeid tot de naïeve Adam Hellerman, zijn beste vriend Alex Dunkelman, de blinde Jerome King, de religieuze Penelope Bryte, meidengek Brandon O'Neil, modefanaat Brittany Cunningham en Jay Chan. Precies op hun zestiende verjaardag begint iemand hen een voor een uit de weg te ruimen.

## Rolverdeling
| Acteur            | Personage       |
| ----------------- | --------------- |
| Max Thieriot      | Bug             |
| John Magaro       | Alex            |
| Denzel Whitaker   | Jerome          |
| Zena Grey         | Penelope        |
| Nick Lashaway     | Brandon         |
| Paulina Olszynski | Brittany        |
| Jeremy Chu        | Jay             |
| Emily Meade       | Fang            |
| Raúl Esparza      | Abel            |
| Jessica Hecht     | May             |
| Frank Grillo      | Paterson        |
| Danai Gurira      | Jeanne-Baptiste |
| Harris Yulin      | Dr. Blake       |
| Shareeka Epps     | Chandele        |
| Elena Hurst       | Maria           |